# Dysdera argaeica
Dysdera argaeica là một loài nhện trong họ Dysderidae.
Loài này thuộc chi Dysdera. Dysdera argaeica được miêu tả năm 1905 bởi Nosek.